# Tendenz
Unter Tendenz versteht man bei bestimmten Bezugswerten, Daten, Ereignissen oder einer Polemik die Neigung, sich kurz- oder langfristig in eine bestimmte Richtung zu entwickeln.

## Etymologie
Das Lehnwort entstand aus „Richtung“, „Neigung“ (französisch tendance), ursprünglich lateinisch tendere, „nach etwas streben, sich bemühen“. Die Richtung kann gleichbleibend, steigend oder fallend ausgeprägt sein. Offensichtlich definierte erstmals der Anatom Johann Friedrich Blumenbach 1781 in einem Buch den Bildungstrieb als „Tendenz oder Bestreben“. Georg Forster erwähnte den Begriff dann 1791 in einem Briefwechsel mit den Brüdern Humboldt, als er von einer allgemeinen Tendenz des Zeitalters zur „Vernichtung aller Individualität“ schrieb. Das Adjektiv tendenziös beschreibt eine erkennbare Absicht eines Mediums (etwa Buch, Nachrichten, Theater, Zeitung) in eine bestimmte Richtung.

## Allgemeines
Die Tendenz wird in Analysen oder Beschreibungen verwendet und bedeutet den Anfang oder Fortgang eines künftigen Prozesses, ohne jedoch dessen Abschluss bestimmen zu können. Die gebräuchlichsten Maße für die Messung der zentralen Tendenz sind der Modalwert, Medianwert und das arithmetische Mittel. Sie beziehen sich auf Daten eines bestimmten Bezugswerts, die über einen kurzfristigen Zeitraum ausgewertet werden und eine bestimmte Bewegungsrichtung aufweisen. Tendenzlos sind dementsprechend Daten, die keinerlei Veränderungen aufweisen.

## Arten
Tendenzen gibt es in vielen Lebensbereichen. Beispielhaft sollen die Börsentendenz, die Tendenz in der politischen Theorie und die in Massenmedien zu beobachtende Absicht der Urheber aufgeführt werden:
- Unter Börsentendenz versteht man die allgemeine Kursrichtung, die eine Börse (Energiebörse, Warenbörse, Wertpapierbörse),  Börsensegmente, Börsenindices öder Börsenkurse in Zukunft einschlagen könnte. Bezugswert ist in Deutschland meist der DAX, in den USA der Dow Jones Industrial Average. Man drückt die Entwicklung der Börsentendenz in folgenden Bezeichnungen aus:[8]
  - bei fallender Kursveränderung („Bärenmarkt“): nachgebend / schwächer / schwach / sehr schwach;
  - bei steigender Kursveränderung („Bullenmarkt“): freundlicher / freundlich / fest / fester / sehr fest;
  - bei geringer Kursveränderung: gehalten / behauptet / knapp behauptet / widerstandsfähig.
  - Tendenzlose Verläufe heißen „unverändert“, „gehalten“, „gut gehalten“, „knapp gehalten“, „behauptet“, „gut behauptet“.

Es handelt sich um beschreibende Erläuterungen des Kursverlaufs und dessen Neigung zu einer bestimmten Richtung. Aus der Vergangenheit stammende Börsentrends werden durch Prognoseverfahren wie Chartanalyse oder Trendextrapolation zu Börsentendenzen.
- In der politischen Theorie unterscheidet man[10] zwischen der
  - primären Tendenz, die sich unmittelbar im Verhalten und Handeln von Personen auswirkt, und der
  - sekundären Tendenz, die sich mittelbar im Zusammenspiel aller am Prozess Beteiligter auswirkt.
- Massenmedien: Die Tendenz ist hier die erkennbare Absicht eines Werkes (Nachrichten, Zeitungsartikel, Buch, Theaterstück), eine bestimmte Meinung zu vertreten. Tendenzliteratur ist in weiterem Sinne „jede Dichtung, die auf die großen Fragen und tiefen Anliegen der Menschheit notwendigerweise auch subjektive Antworten gibt und gewisse Ideen, Anschauungen und Bekenntnisse ihres Schöpfers vertritt“.[11] Als Tendenzberichterstattung bezeichnet man die unausgewogene Berichterstattung mit moralisierenden oder dramatisierenden Inhalten, bestimmte politische oder wirtschaftliche Interessen verfolgende oder die eigene Meinungsäußerung wiedergebende Medieninhalte. Tendenziöse Berichterstattung ist Medienmanipulation und kann im Extremfall Propaganda oder Agitation sein; sie lässt die erforderliche Zuverlässigkeit, Genauigkeit und sachlich-neutrale Objektivität vermissen.

## Sonstige Gebiete
In der Meteorologie wird die Tendenz z. B. angegeben, um einen Ausblick auf das künftige Wetter zu geben. Gleiches gilt für die Wirtschaft oder die Statistik. In der klassischen Verhaltensforschung bezeichnet die Tendenz eine innere Handlungsbereitschaft.
Im 19. Jahrhundert wurde auch eine leidenschaftlich vertretene politische oder weltanschauliche Orientierung eine „Tendenz“ genannt.

## Abgrenzung zum Trend
Tendenz und Trend werden häufig nicht voneinander abgegrenzt und manchmal sogar als Synonyme verwendet. Eine Tendenz ist zukunftsorientiert (ex ante), der Trend ergibt sich aus der Vergangenheit (ex post) und lässt sich möglicherweise in die Zukunft projizieren. Der Trend ist eine Zeitreihe, von der angenommen wird, dass sie längerfristig und nachhaltig wirken könnte. Die Tendenz ist das kurzfristige „Streben einer Entwicklung in eine bestimmte Richtung“. Sie beschreibt ein Streben, eine Neigung, eine Häufung von Ereignissen in eine bestimmte Richtung. Der Trend beschreibt eine unabhängig von den Tendenzen des kurzfristigen Geschehens bestehende Grundrichtung.
Der Trend gilt als Funktion der Zeit, die die Grundrichtung des Verlaufes einer Zeitreihe ausdrückt und meist auch als deterministischer Trend bezeichnet wird. Von diesem ist der stochastische Trend abzugrenzen, wie ihn etwa ein Random Walk aufweist. Beim deterministischen Trend sind die Abweichungen vom Trend stationär, d. h., es gibt immer wieder eine Tendenz zurück zum Trend. Dies gilt jedoch nicht für einen stochastischen Trend, denn hier sind die Abweichungen vom Trend nicht stationär.